# مالچتسه
مالچتسه (به لاتین: Malczyce) یک روستا در لهستان است که در گمینا مالچتسه واقع شده‌است. مالچتسه ۳٬۱۰۰ نفر جمعیت دارد.